# Dreifaltigkeitskirche (Kocherbach)

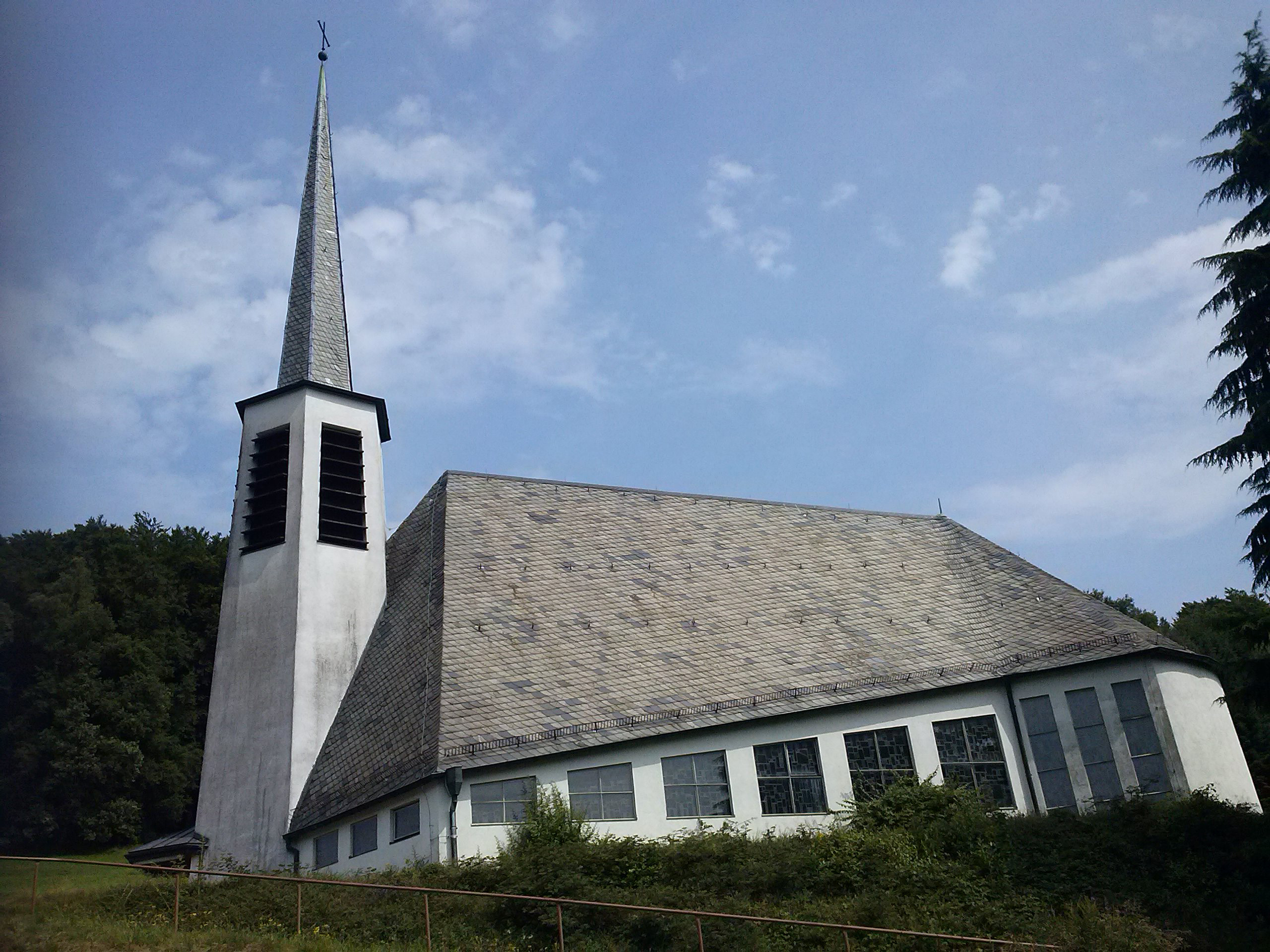
Dreifaltigkeitskirche in Kocherbach

Die römisch-katholische, denkmalgeschützte Dreifaltigkeitskirche steht im Ortsteil Kocherbach der Gemeinde Wald-Michelbach im Landkreis Bergstraße in Hessen. Sie gehört zur Pfarrgruppe Überwald des Bistums Mainz.

## Geschichte
Die Saalkirche wurde 1964–1967 nach einem Entwurf von Günther Janowitz im expressionistischen Baustil errichtet. Ihr Grundriss ist ein unregelmäßiges Fünfeck. Sie hat einen gerundeten Chor im Osten und einen sechseckigen Kirchturm im Westen, der sich nach oben verjüngt und mit einem spitzen, schiefergedeckten Helm bedeckt ist. Das Dach des Kirchenschiffs fällt nach Osten ab bzw. der Innenraum steigt an. 
Im Chor sind Glasmalereien von Heinz Hindorf zum Thema der Trinität. Die Orgel mit 10 Registern, einem Manual und Pedal wurde 2002 von Hey Orgelbau errichtet.